# Grantjärnen (Bredareds socken, Västergötland)
Grantjärnen är en sjö i Borås kommun i Västergötland och ingår i Göta älvs huvudavrinningsområde.